# Томаківський заказник
Томаківський — ландшафтний заказник місцевого значення. Об'єкт розташований на території Запорізького району Запорізької області, 2 км на захід від села Ручаївка.
Площа — 78,7 га, статус отриманий у 1998 році.

## Природні особливості
Ландшафтний заказник «Томаківський» займає частину долини річки Томаківка. До території заказника входить відрізок річки довжиною біля 2 км, який межує із землями Томаківського району Дніпропетровської області. До цієї ділянки прилягають нижні частини (у межах земель  Сонячної селищної ради Запорізького району) двох правих приток р. Томаківки: 1) верхня (або східна) — притока починається в с. Водяне Запорізького району; 2) нижня (або західна) — притока починається за околицею с.Преображенка Томаківського району Дніпропетровської області. Праве відгалуження західної притоки входить до складу заказника. На нижній притоці поряд із межею заказника створено водосховище площею біля 4 га, яке використовується в основному для риборозведення. 
На території заказника в кількох місцях на денну поверхню виклинюються докембрійські гранітогнейси Українського кристалічного щита. У минулому столітті на березі р. Томаківки поряд із заказником функціонував кар'єр із розробки гранітного останця, залишки якого досі височіють над степом. У гранітному  кар'єрі створено глибокий ставок, якій активно використовується для відпочинку мешканцями навколишніх сел та м. Запоріжжя.
Заказник знаходиться в безпосередній близькості до досить великого села Ручаївка, на околиці якого функціонувала колись велика тваринницька ферма. Це спричинило до того, що більша частина території новоствореного заказника зазнала деградації рослинного покриву. Зараз  нинішня територія заказника вкрита деградованою (1—3 стадії пасовищної та пірогенної дигресії) степовою) і лучною рослинністю. Природна байрачнолісова рослинність майже повністю знищена (2—4 стадії дигресії), невеличкі її ділянки збереглися тільки по тальвегах і схилах балок і вибалків, які входять до складу річкової долини. Схили долини р. Томаківки і прилеглих балок вкриті степовою рослинністю, представленою різнотравно-типчаково-ковиловим (справжнім), лучним, чагарниковим і петрофітним степом. На місці знищеної заплавнолісової та байрачнолісової рослинності утворилися заплавні та суходільні луки, які займають досить значні площі. У місцях постійного зволоження утворилися болота. Заболоченою є також все узбережжя р. Томаківки. Уздовж долини річки та по контурам прилеглих балок місцями створені захисні лісосмуги.

### Раритетні види та угруповання рослин
На території заказника зростає 1 вид рослин, занесений до Червоного списку Міжнародного союзу охорони природи (астрагал шерстистоквітковий), 1 вид грибів (зморшок степовий), 11 видів, занесених до Червоної книги України (сон лучний, горицвіт волзький, астрагал понтійський, астрагал шерстистоквітковий, брандушка різнокольорова, шафран сітчастий, тюльпан бузький, рястка Буше, ковила волосиста, ковила Лессінга, ковила найкрасивіша) та 11 видів, занесених до Червоного списку рослин Запорізької області (ефедра двоколоскова, мигдаль степовий, астрагал пухнастоквітковий, барвінок трав'янистий, дивина лікарська, півники маленькі, гіацинтик блідий, белевалія сарматська, зірочки богемські (Шовіца), зірочки цибулиноносні, проліска дволиста).
На території заказника виявлено 3 рослинні угруповання, які занесені до Зеленої книги України, зокрема формації мигдалю степового, ковили волосистої та ковили Лессінга. 

### Раритетні види тварин
На території заказника зареєстровано 12 видів  тварин, занесених до Червоної книги України (мухоловка звичайна, дозорець-імператор, махаон, подалірій, ксилокопа звичайна, джміль глинистий, полоз жовточеревий, огар, лунь польовий, журавель сірий, сліпак подільський, тхір степовий).
Під час сезонних міграцій на території заказника зупиняються зграї та окремі особини водоплавних, навколоводних (лебеді, гуси, качки, мартини, кулики), соколоподібних, горобцеподібних та інших груп птахів. Взагалі по р. Томаківка проходить паралельний Дніпру досить потужний міграційний шлях птахів. 

## Панорами

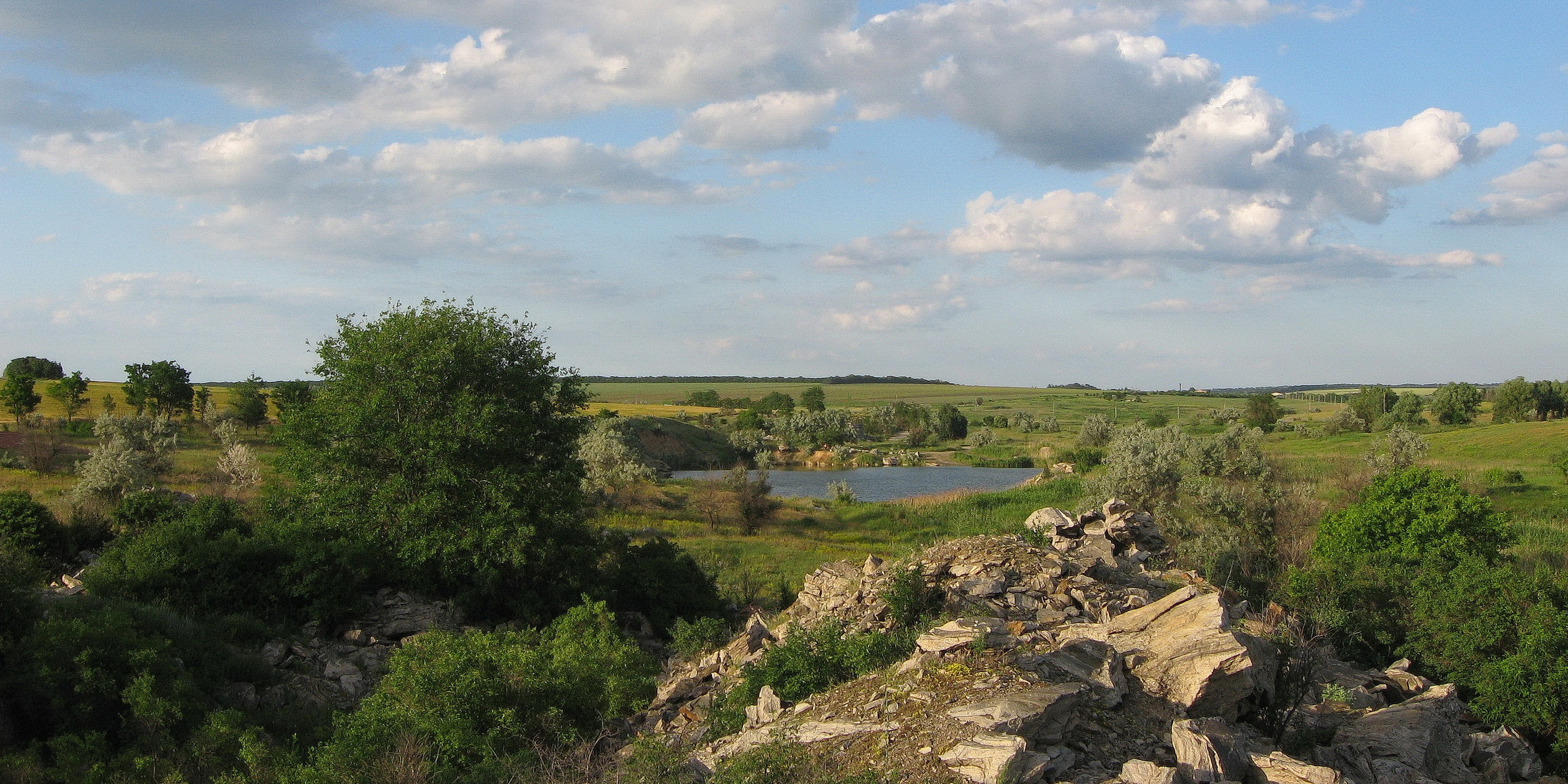
Вид на кар'єр і ставок із гранітного останця
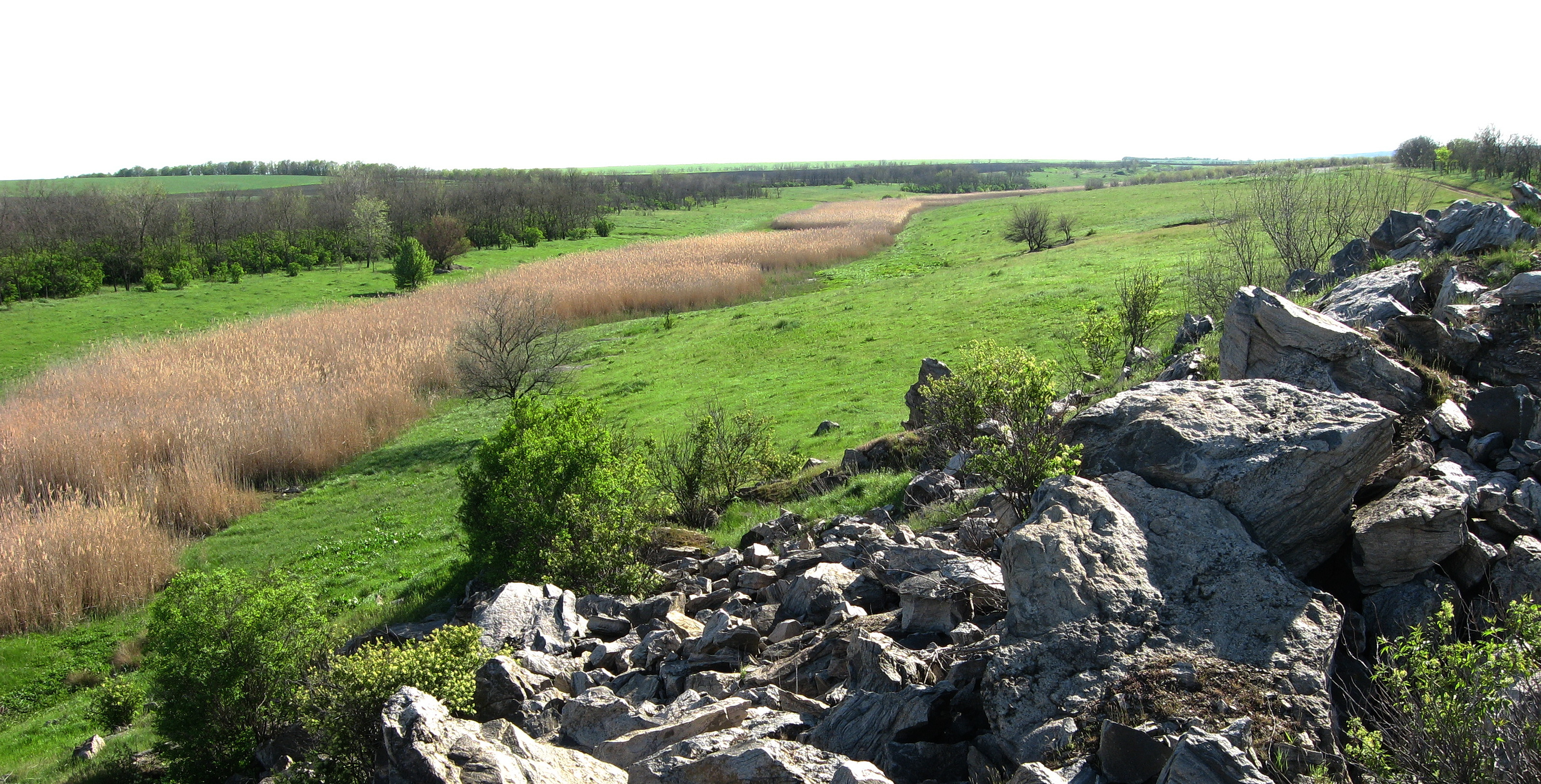
Вид на річку Томаківку з гранітного останця
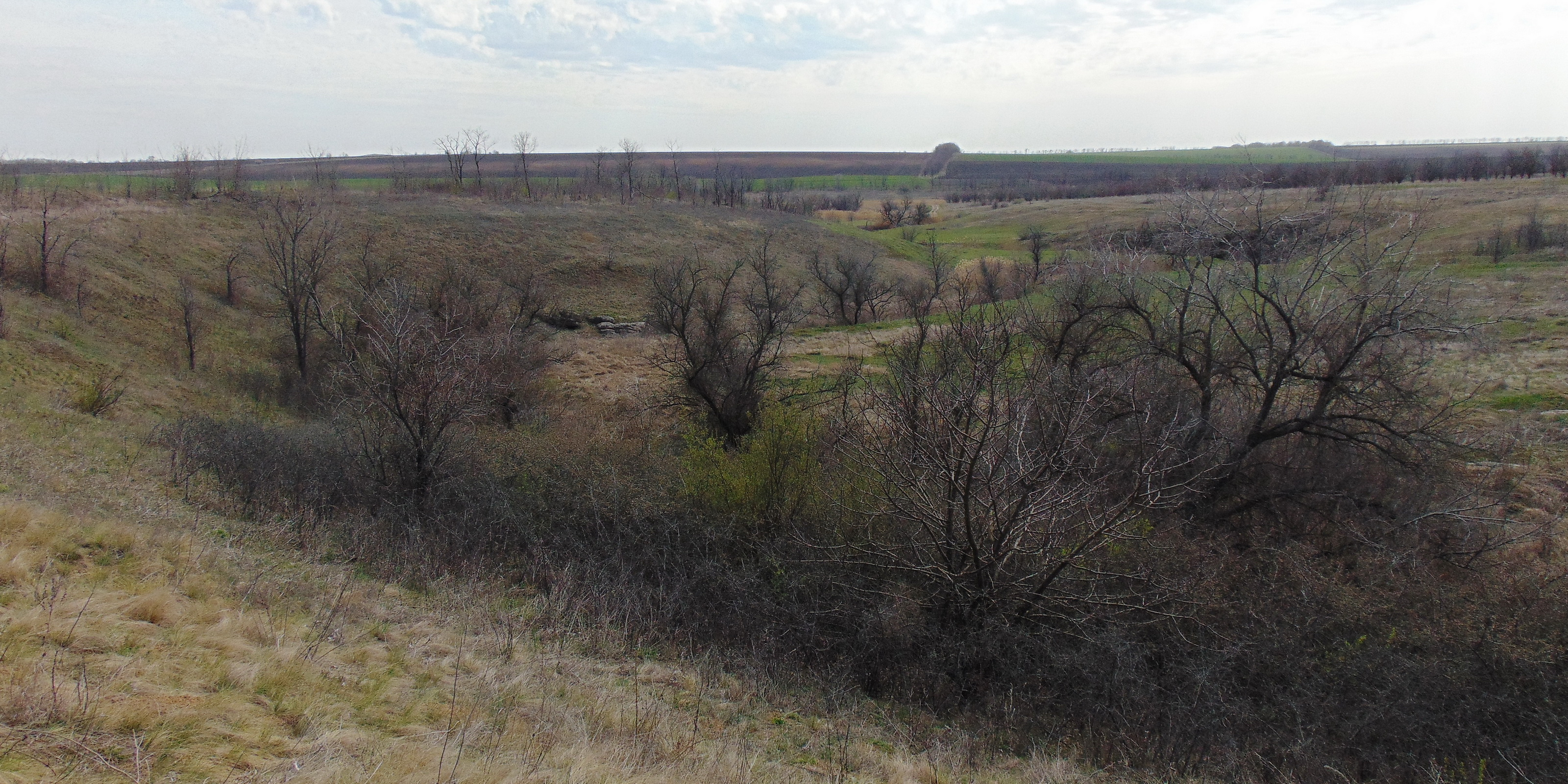
Північно-східна ділянка заказника
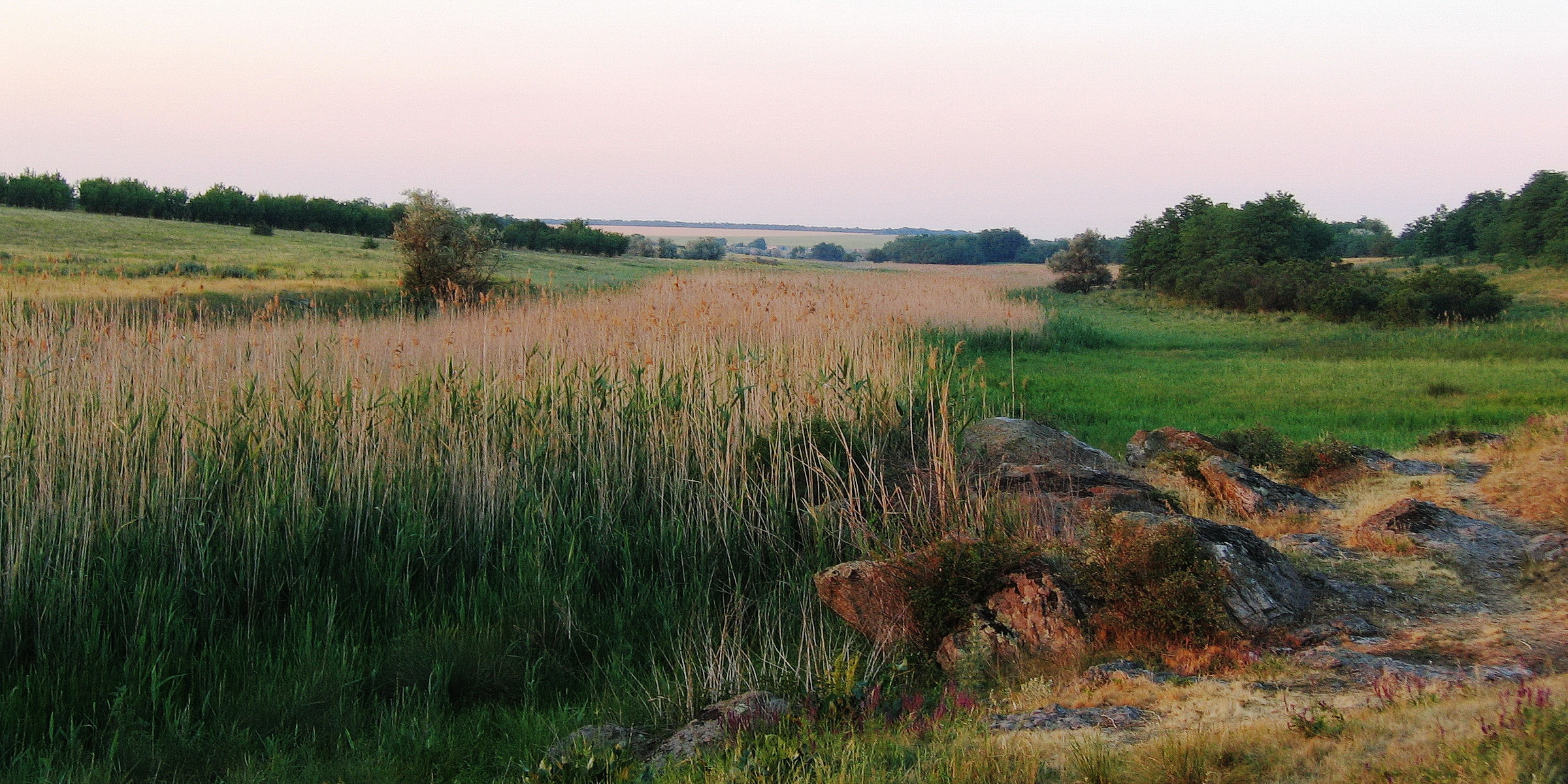
Біля західних кордонів заказника
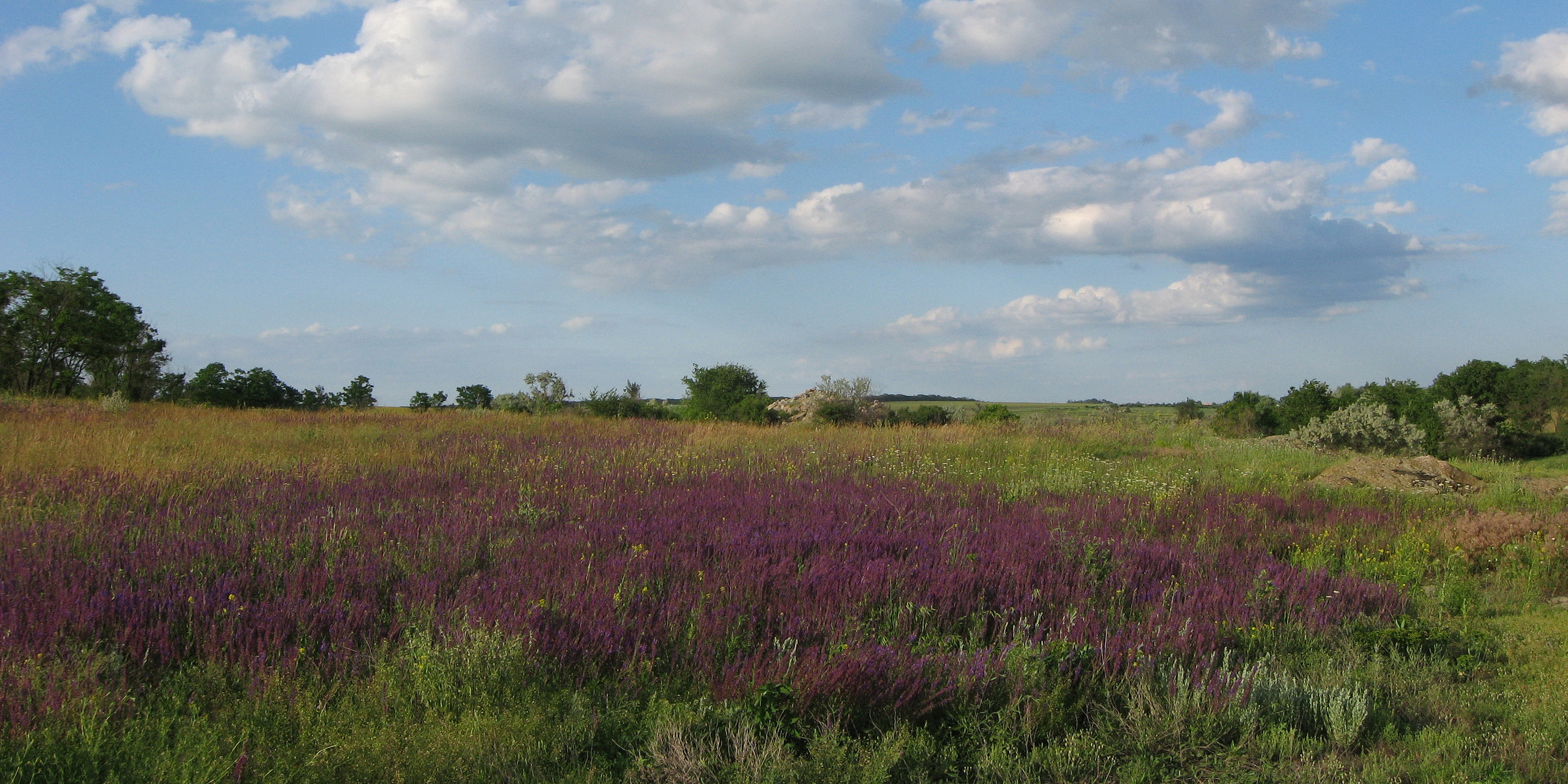
Лучний степ

## Галерея

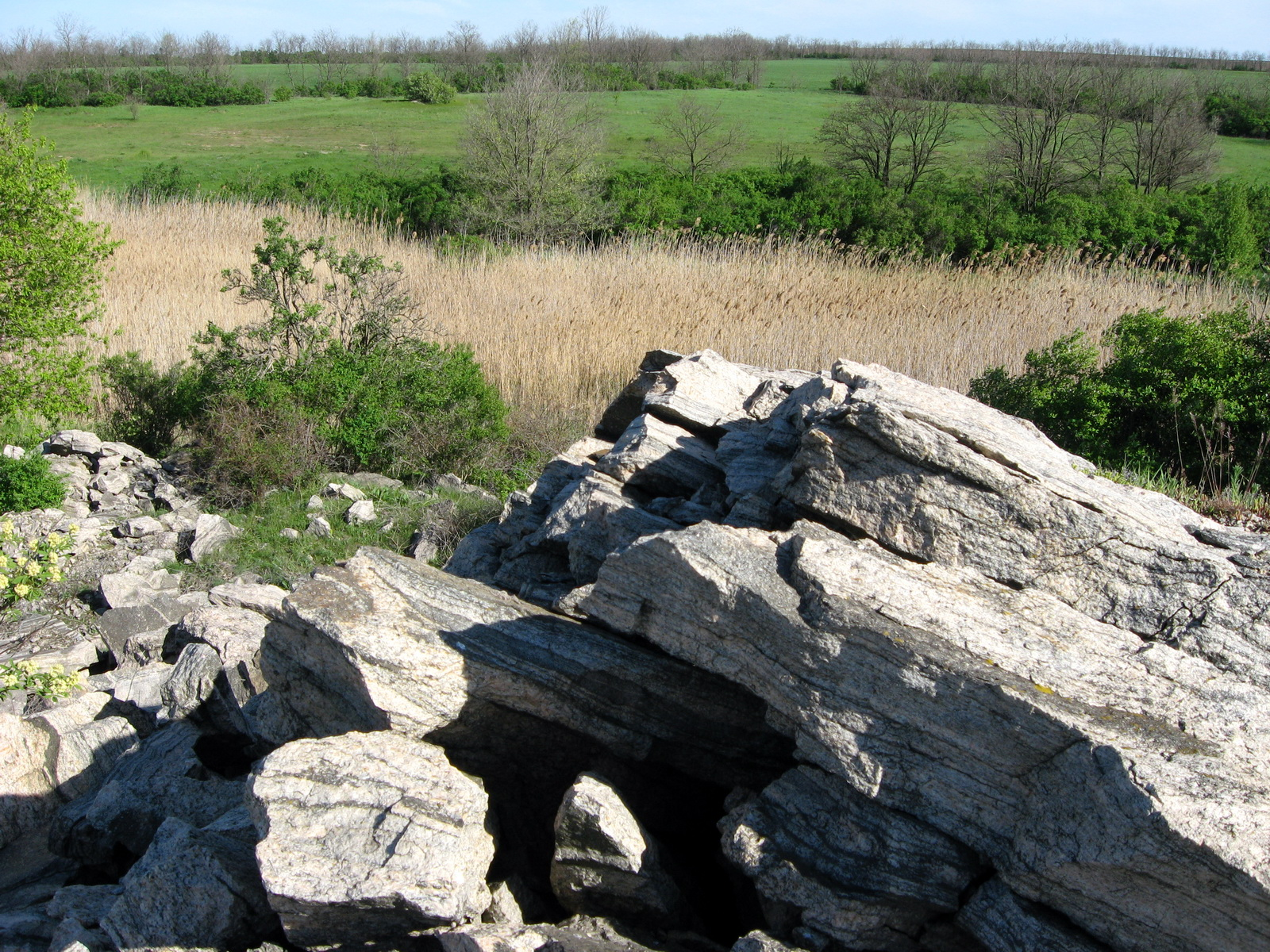
Докембрійські гранітогнейси
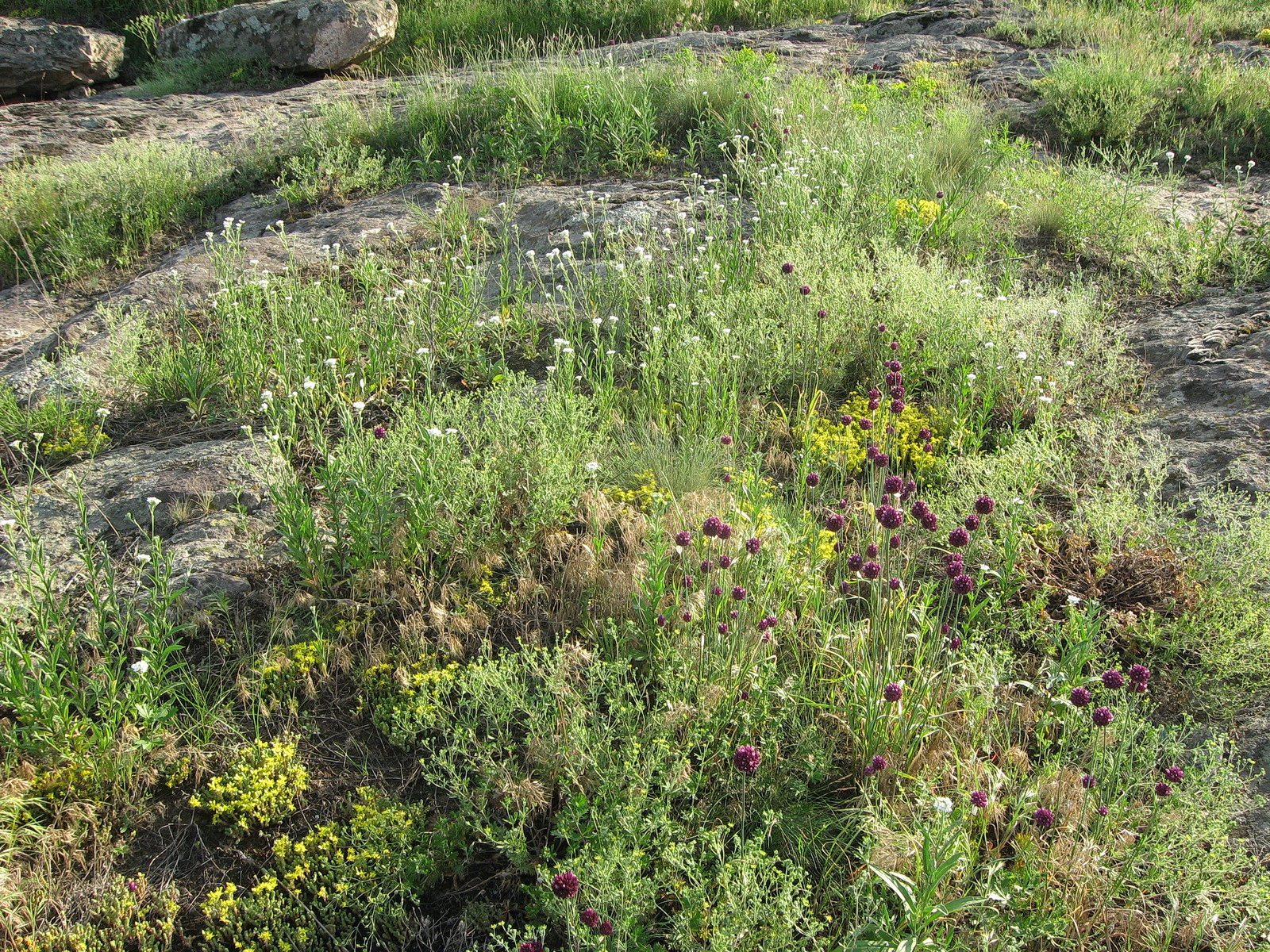
Петрофітний степ
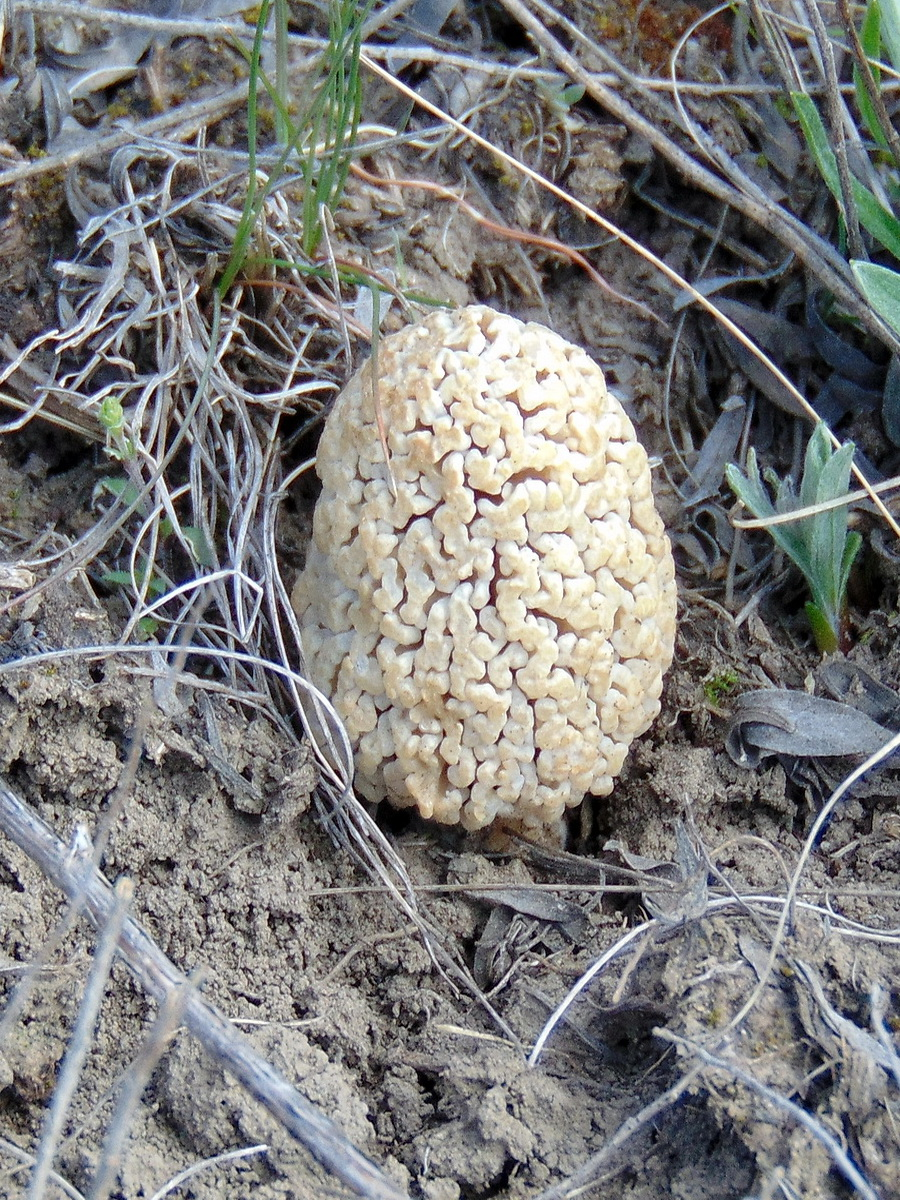
Зморшок степовий
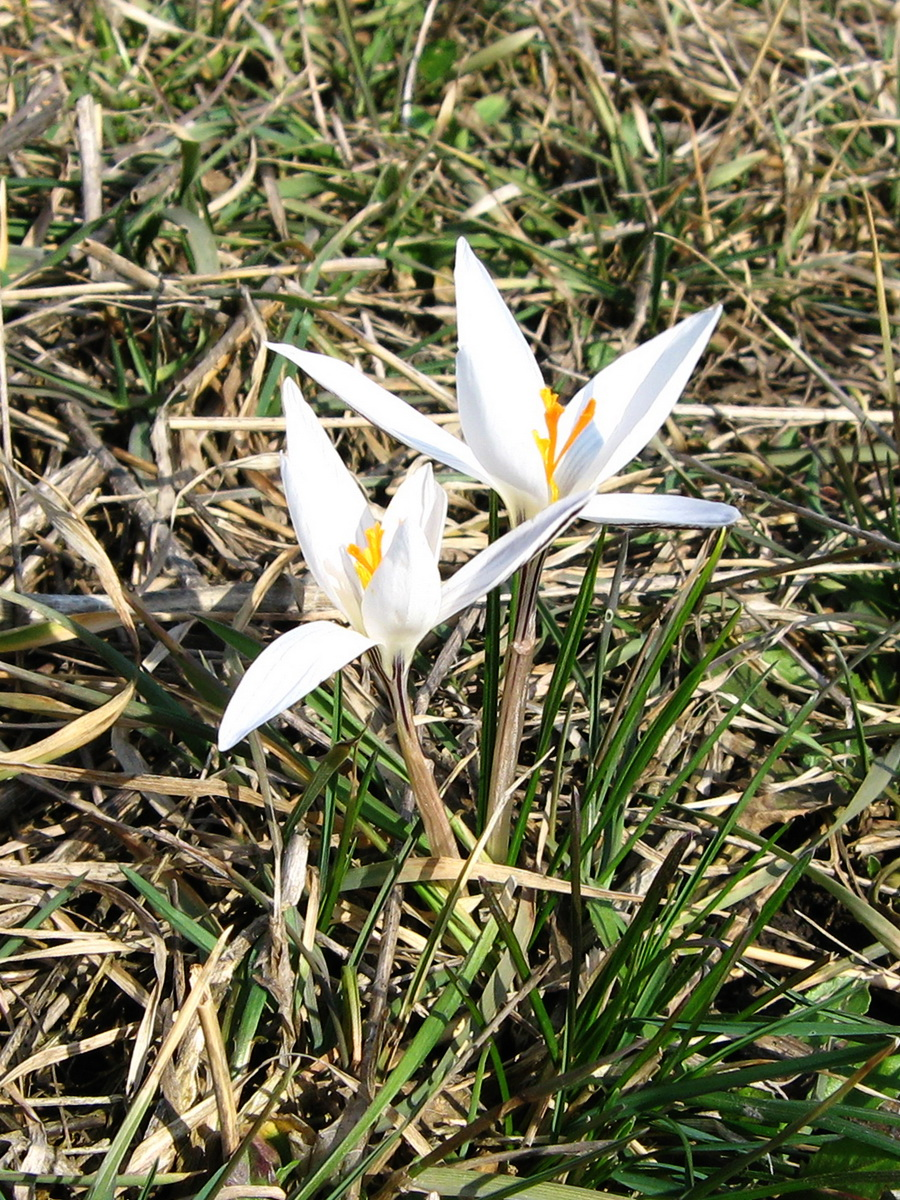
Шафран сітчастий
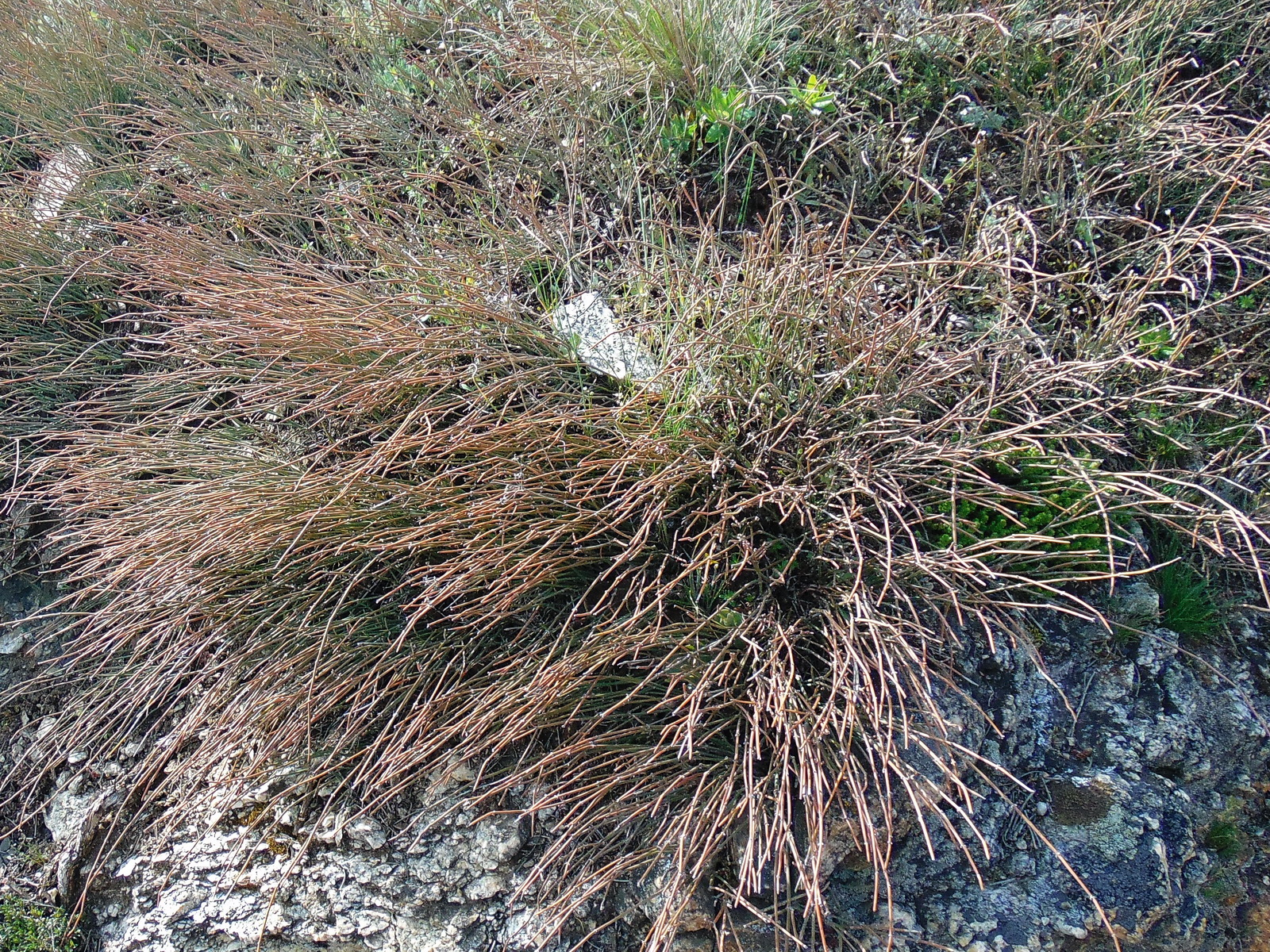
Ефедра двоколоскова
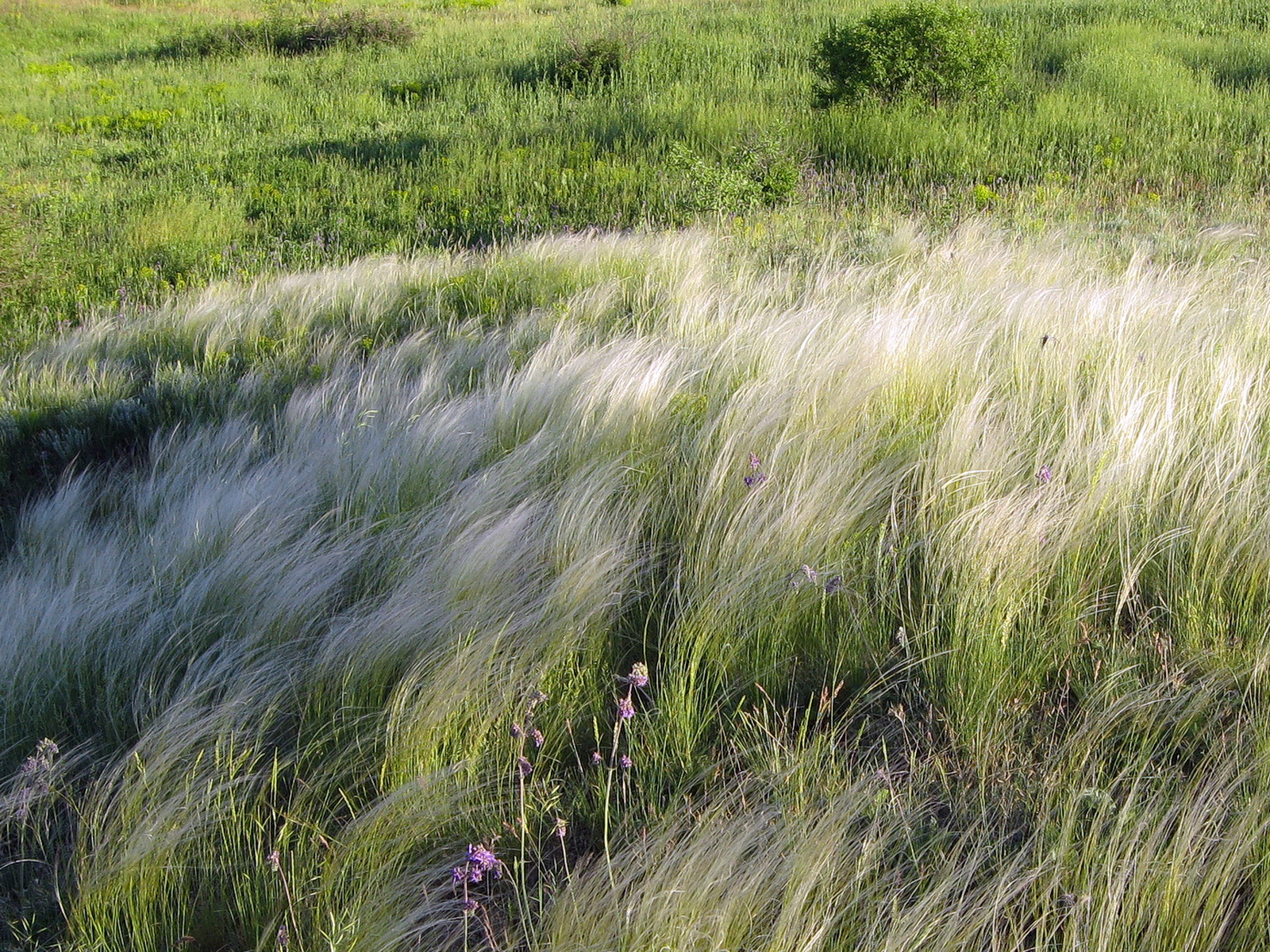
Формація ковили Лессінга
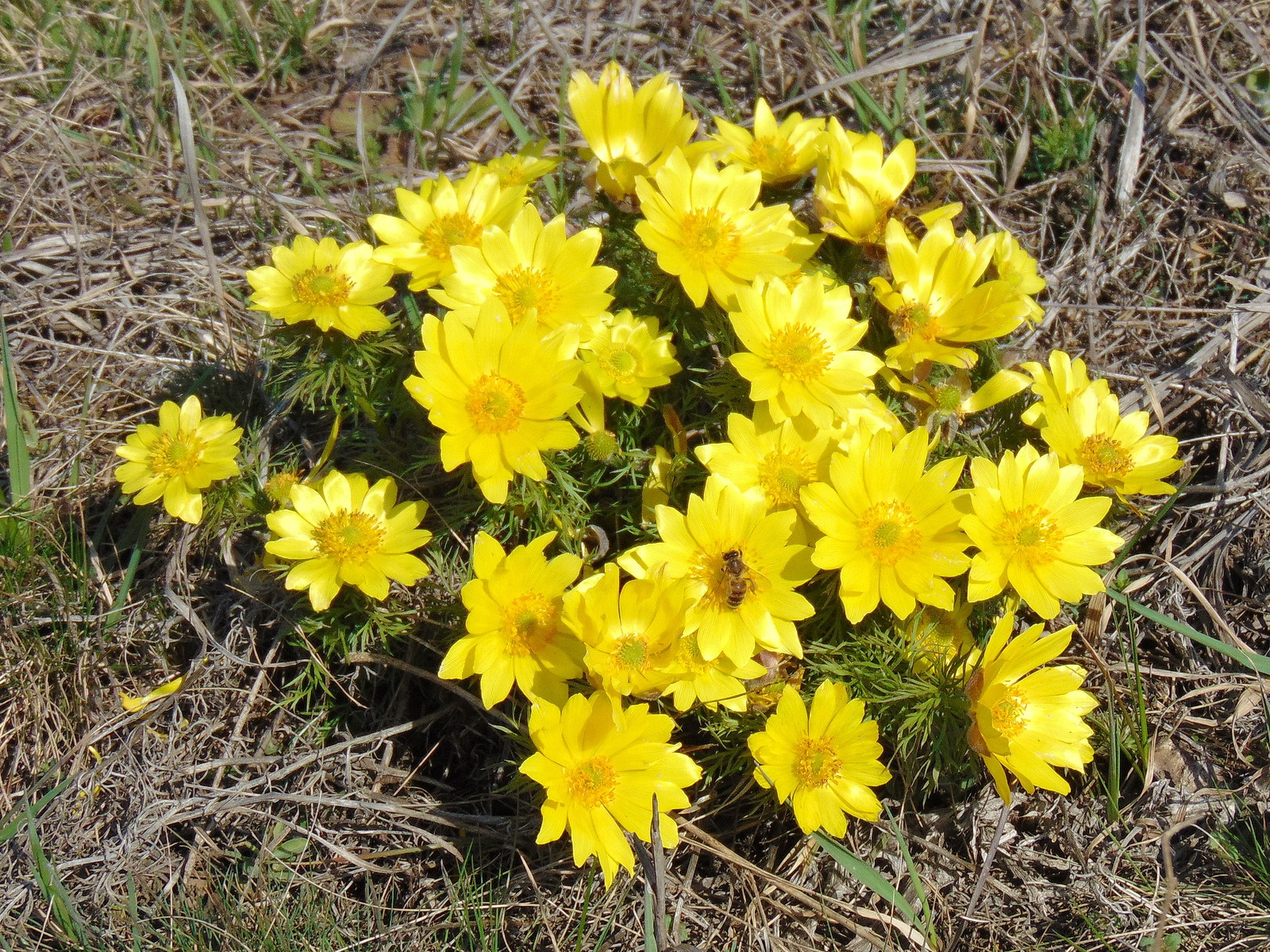
Горицвіт волзький
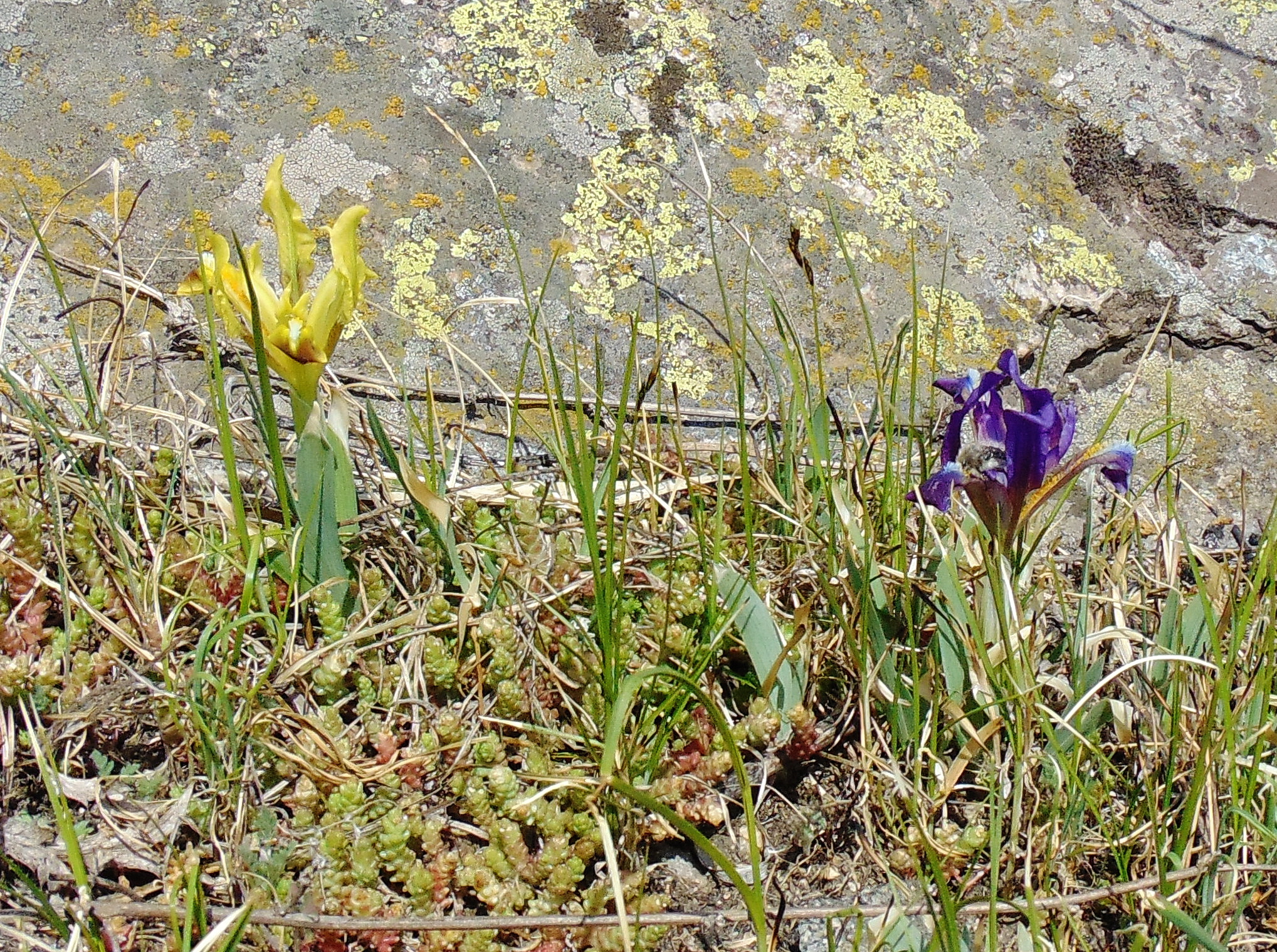
Півники маленькі
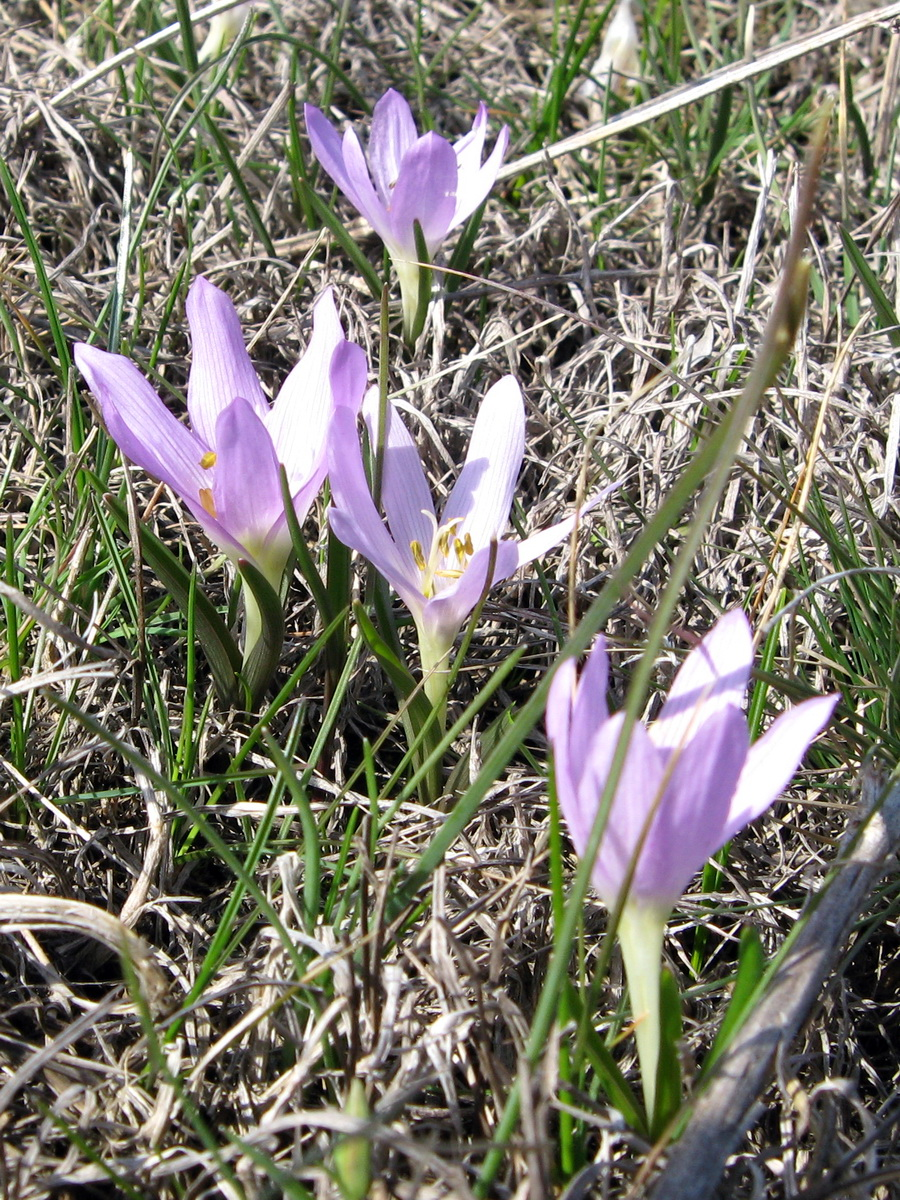
Брандушка різнокольорова
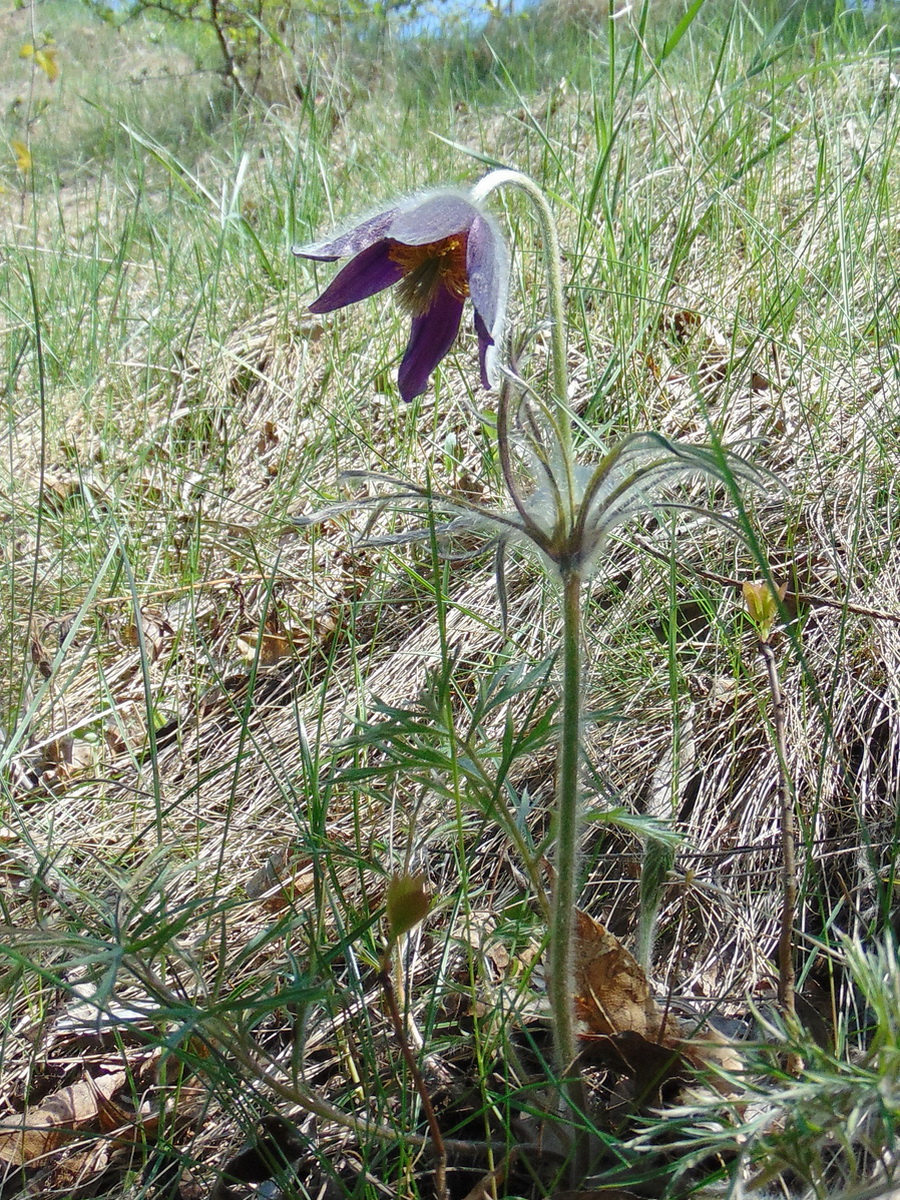
Сон лучний
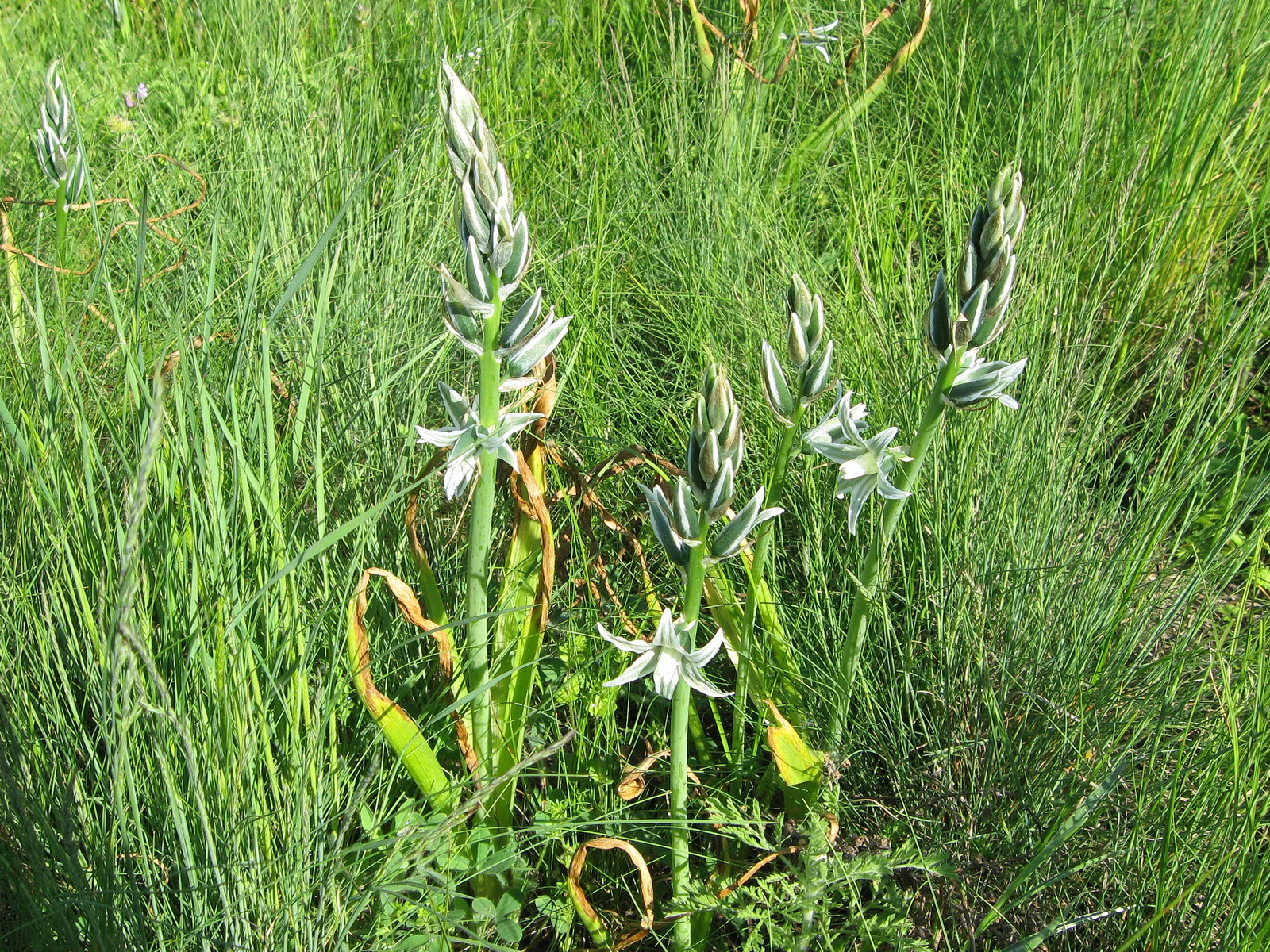
Рястка Буше
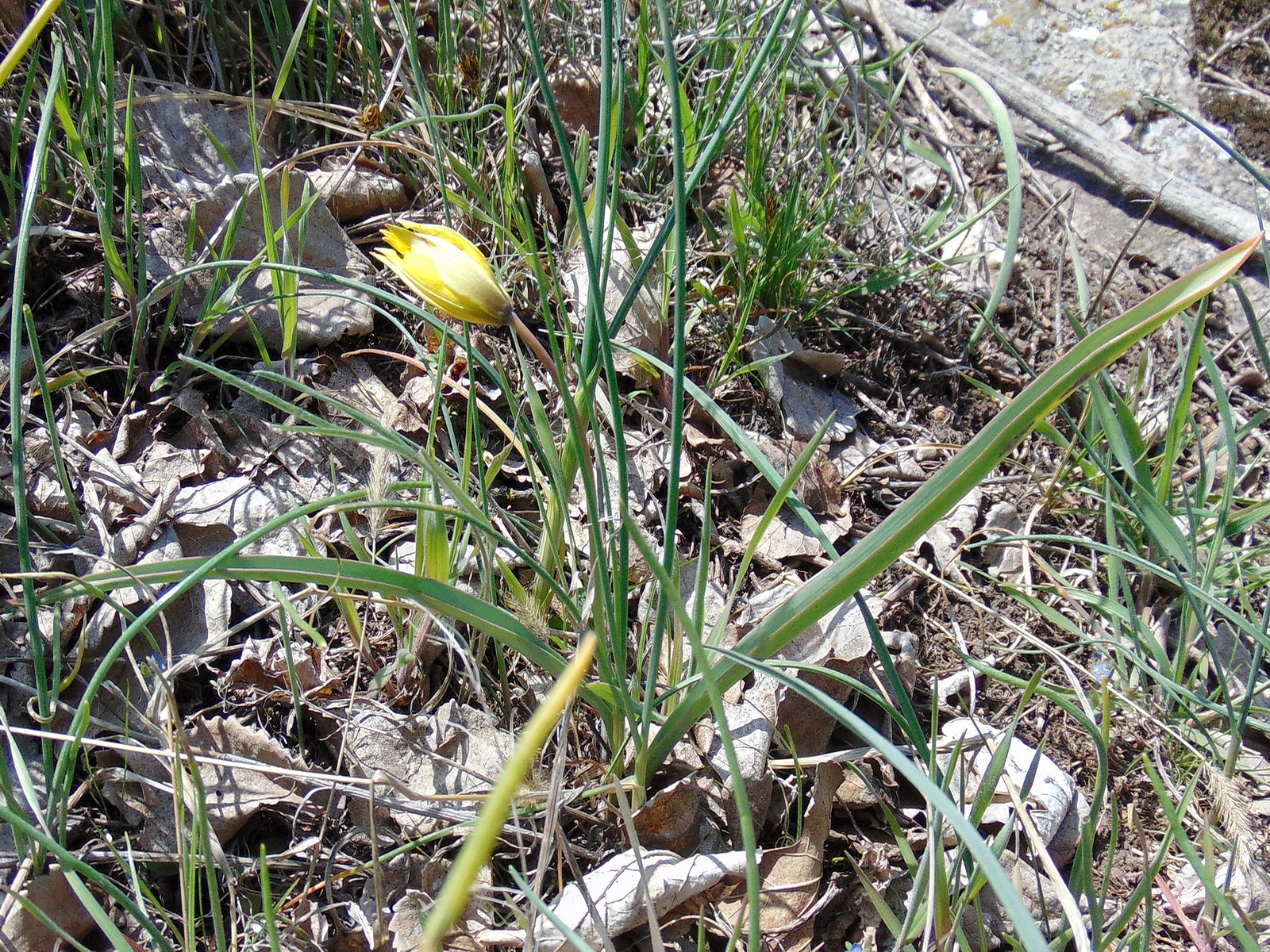
Тюльпан бузький
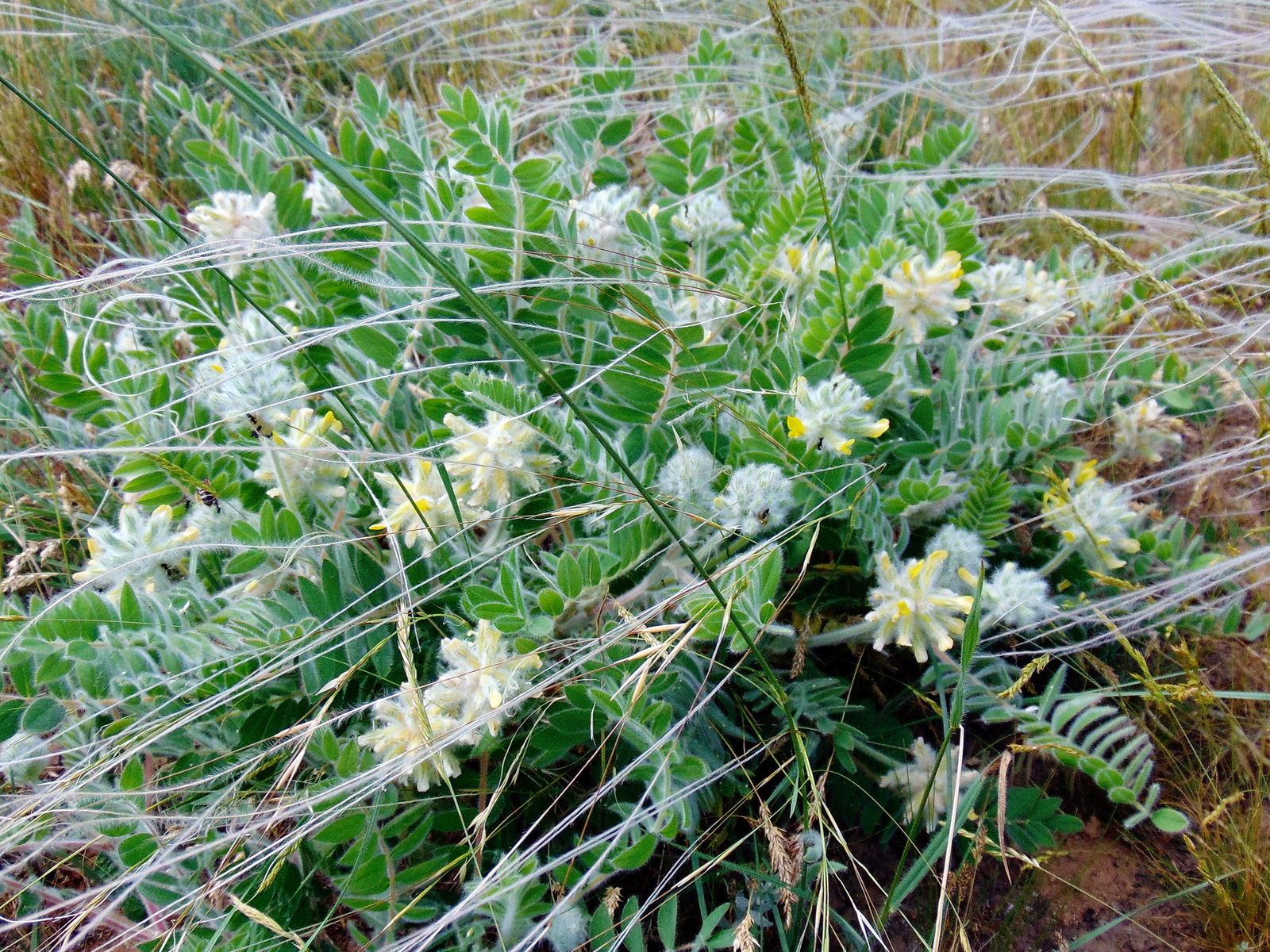
Астрагал шерстистоквітковий
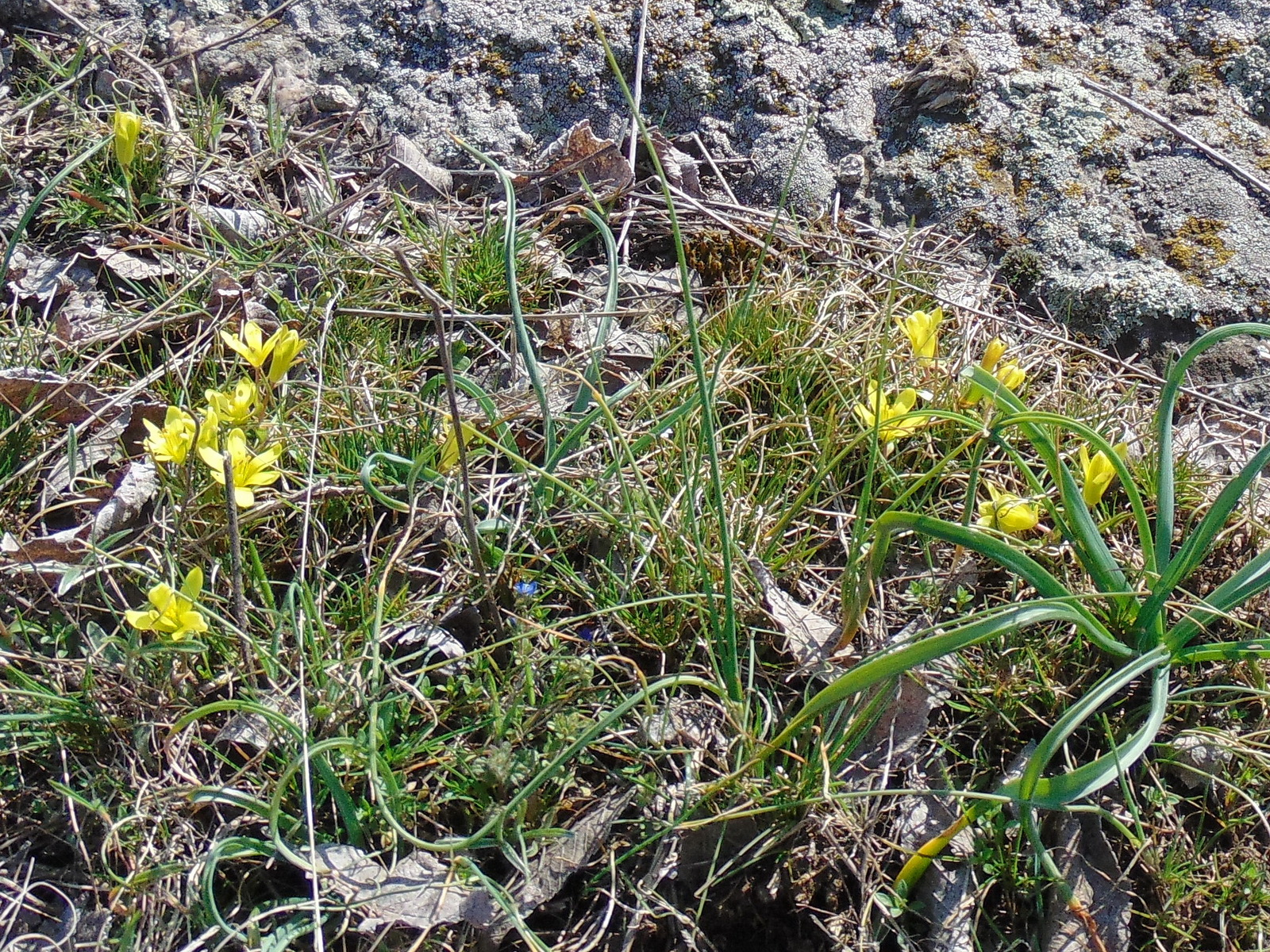
Зірочки богемські (Шовіца)
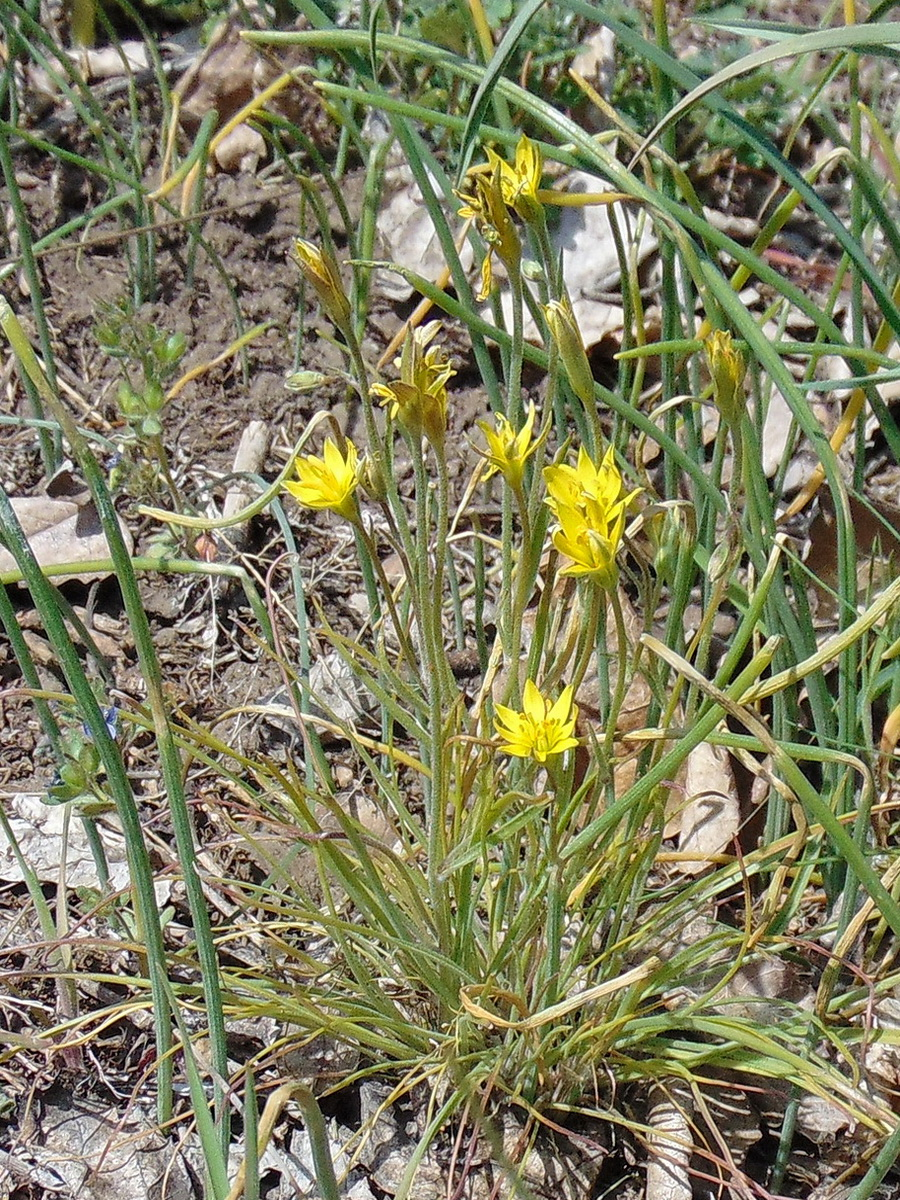
Зірочки цибулиноносні
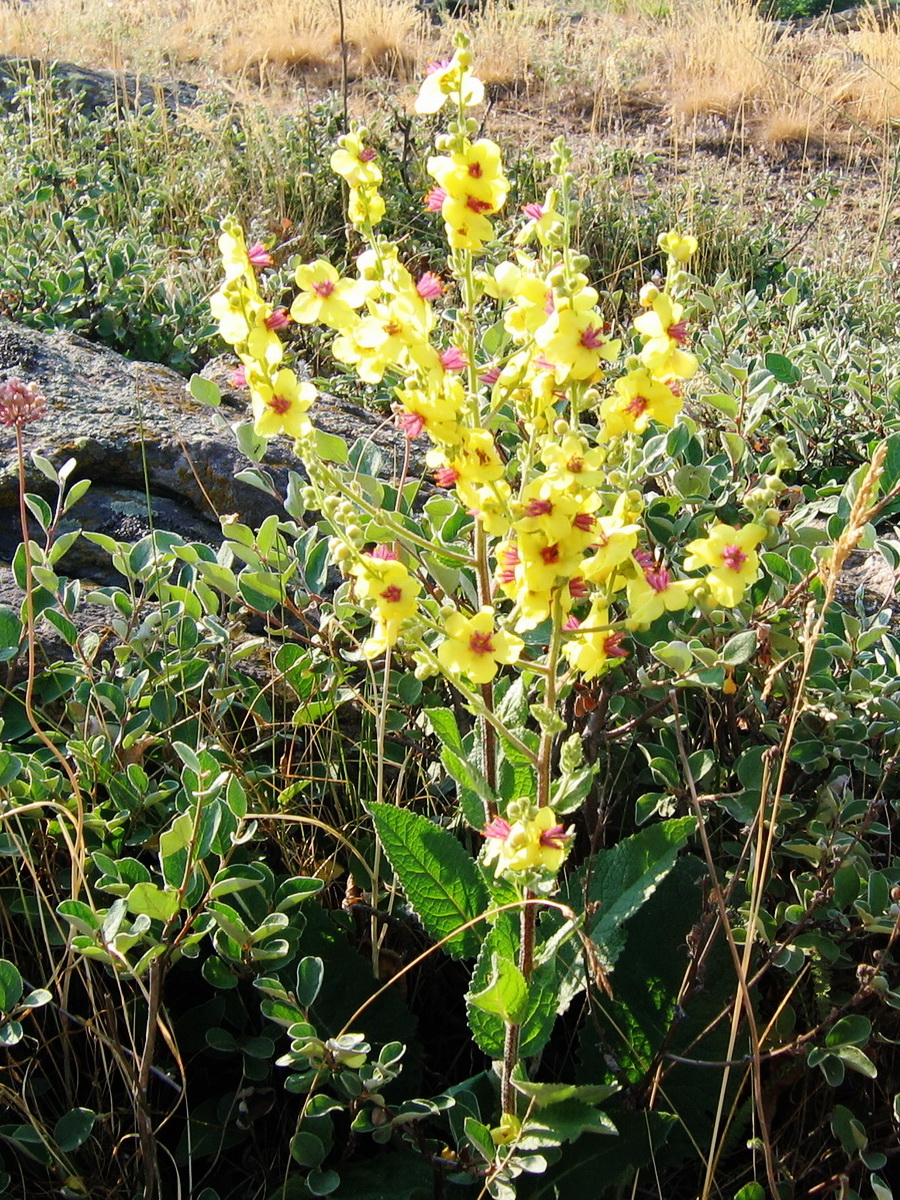
Дивина лікарська
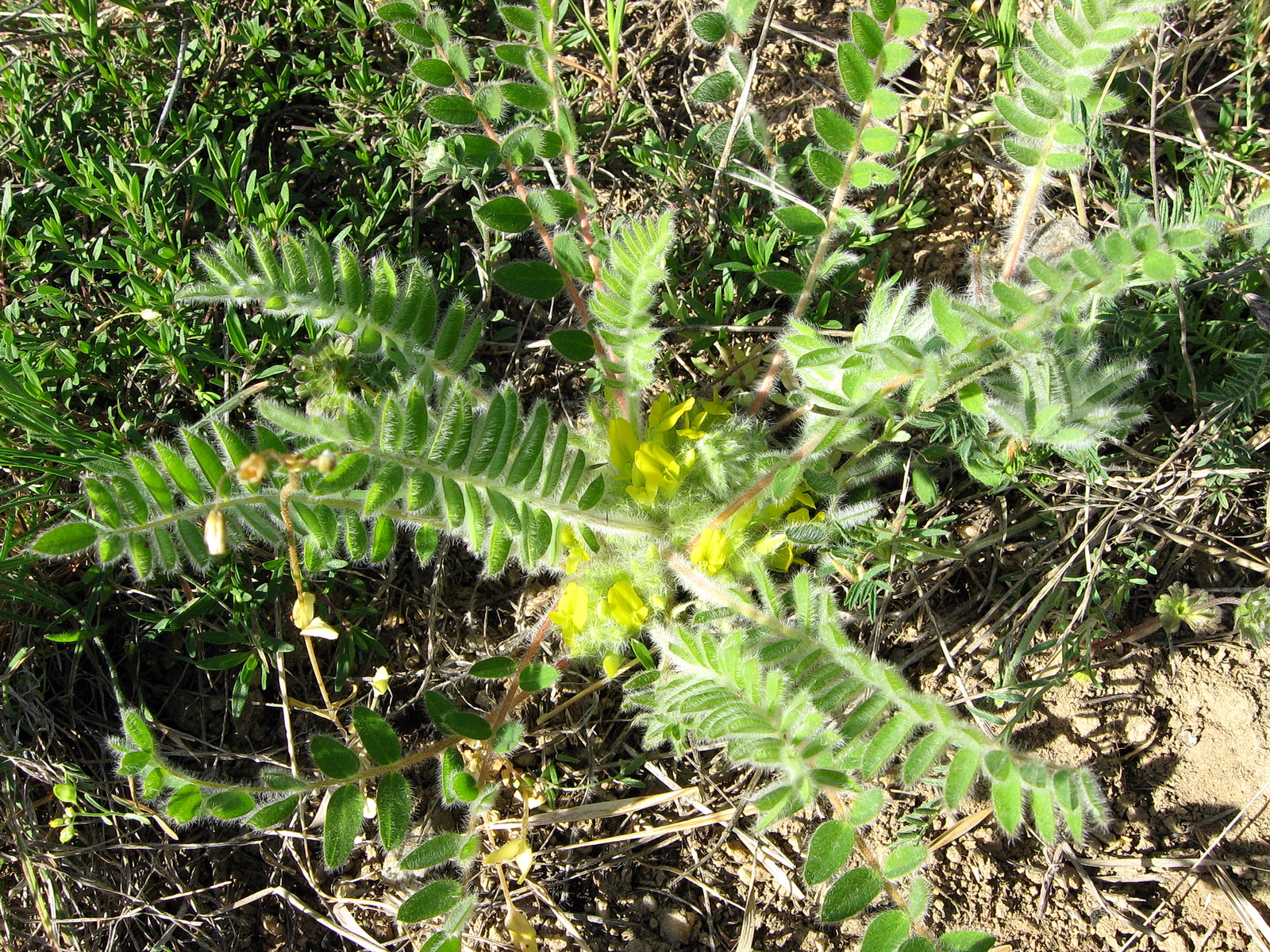
Астрагал пухнастоквітковий
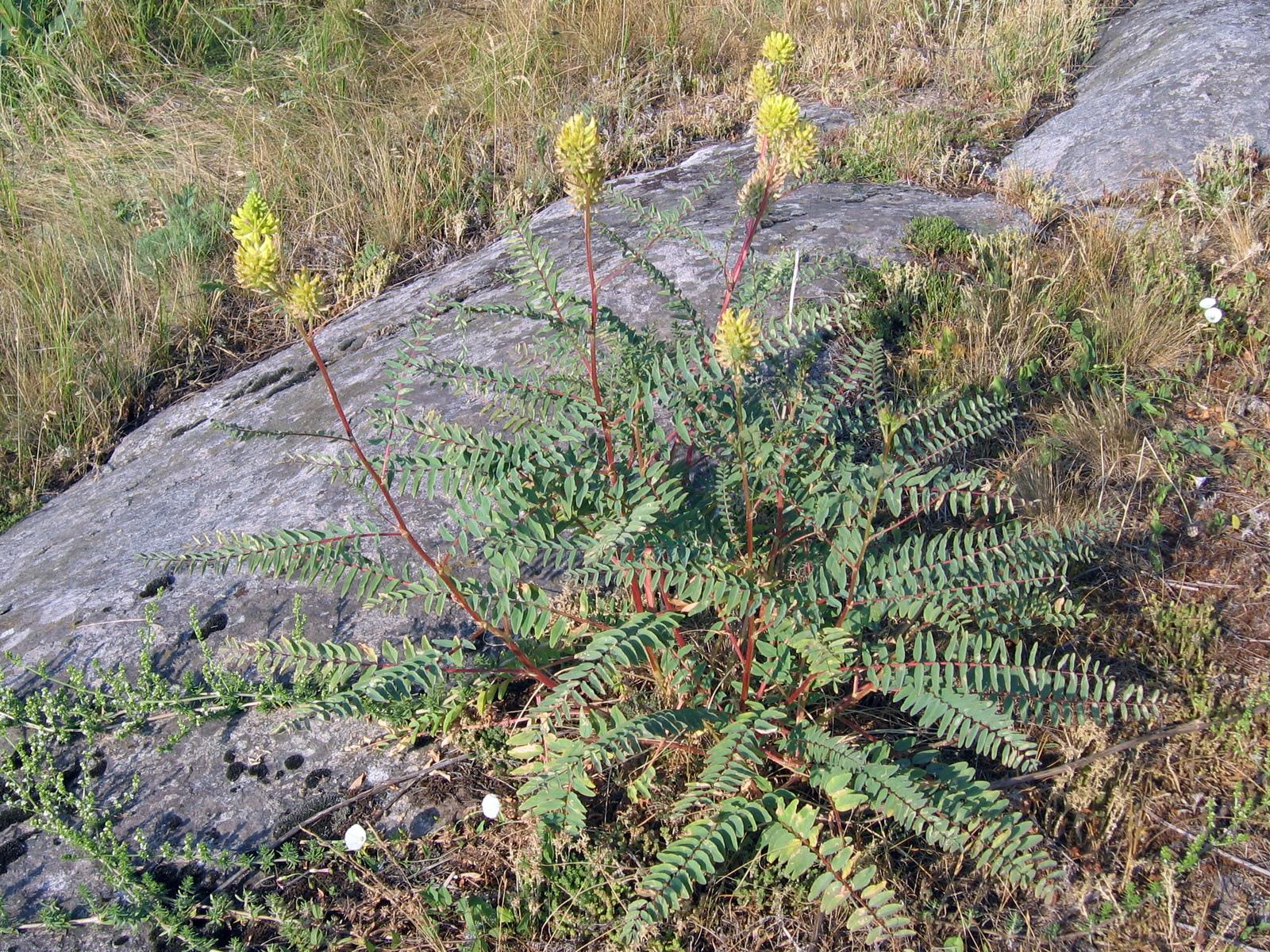
Астрагал понтійський